# Mark Ronson

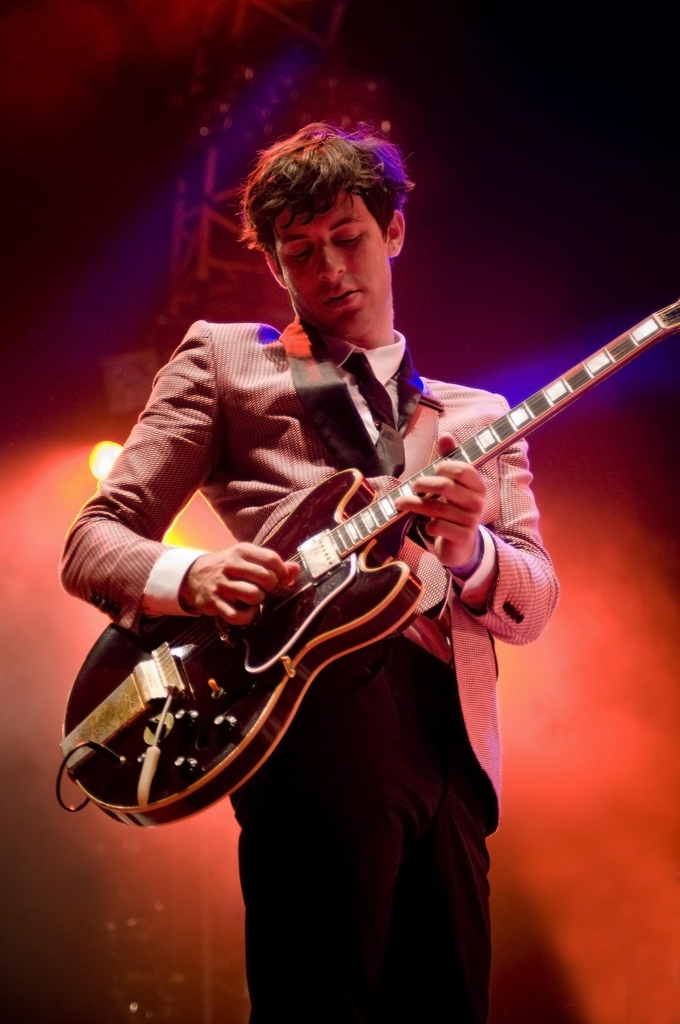
Mark Ronson (2008)

Mark Daniel Ronson (* 4. September 1975 in London) ist ein britischer Musikproduzent, DJ und Labelbetreiber aus England. Er lebt in New York.

## Biographie

### Kindheit
Mark Ronsons Eltern sind aschkenasische Juden. Er wuchs mit drei Brüdern und vier Schwestern auf. Im Alter von acht Jahren zog er von London nach New York zu seinem Stiefvater Mick Jones. Dieser spielt Gitarre in der Band Foreigner, was Ronson früh in Kontakt mit Musik brachte. Zudem war Ronson zeitweise mit der Tochter des Musikproduzenten Quincy Jones, Rashida Jones, verlobt; seine Schwester Samantha Ronson steht beim Hip-Hop-Label Roc-A-Fella Records unter Vertrag. Schon während seines Studiums an der New York University erspielte er sich in der New Yorker Clubszene einen Namen als DJ und legte unter anderem bei Privatpartys von P. Diddy auf. Er ist für seine genreübergreifende Songauswahl bekannt, die von der New Yorker Hip-Hop-Szene bis zur englischen Rockszene reicht.

### Karriere

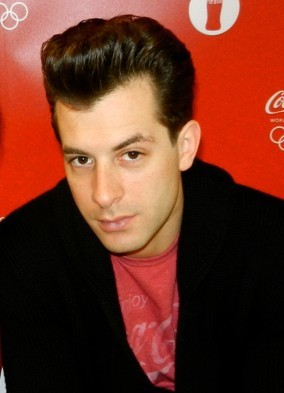
Mark Ronson (2011)

Nachdem er für Nikka Costa den Song Everybody Got Their Something produzierte, unterschrieb er einen Plattenvertrag bei Elektra Records. 2003 erschien sein erstes Album Here Comes the Fuzz, das zwar mit zahlreichen Gaststars (u. a. Nate Dogg, Ghostface Killah, The Roots, Sean Paul, Weezer, Mos Def und Q-Tip) glänzt, sich zu Beginn aber kaum verkaufte. Im Anschluss produzierte er zahlreiche Songs für Künstler wie Christina Aguilera, Amy Winehouse, Lily Allen und Robbie Williams.
Zusammen mit seinem Manager Rich Kleiman gründete er 2004 das Plattenlabel Allido Records als Tochtergesellschaft von J Records, was wiederum Sony Music Entertainment untersteht. Der erste unter Vertrag genommene Künstler war Rhymefest, der für Kanye West den Hit Jesus Walks mitschrieb.
Im März 2006 veröffentlichte Ronson ein Cover von Radioheads Just als Single, die, vor allem in England, von zahlreichen Radiostationen gespielt wurde. Einen Monat später wurde das Album Version veröffentlicht, welches zum größten Teil aus Coverversionen bekannter Rock- und Popsongs besteht.
Im Herbst 2007 konzentrierte er sich wieder aufs Produzieren. Insbesondere die Zusammenarbeit mit Amy Winehouse erwies sich als äußerst erfolgreich. Ihr Album Back to Black stieg in vielen Ländern bis an die Spitze der Hitparaden und die Single Rehab wurde zu einem der größten Hits des Jahres. Mit dem Cover des Songs Valerie der Band The Zutons hatten sie auch einen gemeinsamen Singlehit, der in den Niederlanden vier Wochen auf Platz 1 lag. Die Sängerin bekam bei den Grammy Awards 2008 fünf Auszeichnungen und Mark Ronson wurde mit dem Grammy als Produzent des Jahres ausgezeichnet. Bei den BRIT Awards 2008 bekam er den Preis für den besten britischen Solokünstler.
Seit 2010 veröffentlicht er auch mit eigener Band unter dem Namen Mark Ronson and the Business Intl. Für den Getränkekonzern Coca-Cola komponierte er 2011 die Hymne der Olympischen Sommerspiele 2012 in London.
Für die britische Pop-Band Duran Duran produzierte er 2010 deren 13. Studioalbum All You Need Is Now, welches weltweit hohe Chartplatzierungen erreichte und sehr gute Kritiken bekam.
Sein Lied Uptown Funk (feat. Bruno Mars) wurde 2014 als British Single of the Year und bei den Grammy Awards 2016 als Record of the Year sowie als Best Pop Duo Performance ausgezeichnet.
Danach arbeitete er u. a. zusammen mit Nile Rodgers und John Frusciante am Album Paper Gods von Duran Duran, das im September 2015 erschien.
Im Jahr 2016 wirkte er als Produzent und Songwriter am Album Joanne von Lady Gaga das im selben Jahr veröffentlicht wurde.
Ronson produzierte das im Jahre 2017 erschienene Album Villains der Band Queens of the Stone Age.
Ronson war gemeinsam mit Andrew Wyatt für die Musik zum Film Barbie (2023) verantwortlich.

### Privat
Von September 2010 bis April 2017 war er mit der Schauspielerin Joséphine de La Baume verheiratet.
Seit September 2021 ist er mit der US-Schauspielerin Grace Gummer, der Tochter von Meryl Streep, verheiratet, mit der er seit Dezember 2022 die erste gemeinsame Tochter großzieht.

### Auszeichnungen
- 2008: Grammy in den Kategorien Producer of the Year, Best Pop Vocal Album (Back to Black) und Record of the Year (Rehab) von Amy Winehouse.
- 2016: Grammy in den Kategorien Record of the Year und Best Pop Duo/Group Performance für das Lied Uptown Funk von Bruno Mars und Mark Ronson.
- 2019: Golden Globe für das Lied Shallow in der Kategorie Bester Song.
- 2019: Grammynominierungen für das Lied Shallow von Lady Gaga und Bradley Cooper in den Kategorien Song des Jahres und Bester Song geschrieben für visuelle Medien.
- 2019: Oscar in der Kategorie Bester Filmsong für Shallow aus A Star Is Born

## Diskografie

### Studioalben
| Jahr | Titel               | Höchstplatzierung, Gesamtwochen, AuszeichnungChartplatzierungen (Jahr, Titel, Platzierungen, Wochen, Auszeichnungen, Anmerkungen) | Höchstplatzierung, Gesamtwochen, AuszeichnungChartplatzierungen (Jahr, Titel, Platzierungen, Wochen, Auszeichnungen, Anmerkungen) | Höchstplatzierung, Gesamtwochen, AuszeichnungChartplatzierungen (Jahr, Titel, Platzierungen, Wochen, Auszeichnungen, Anmerkungen) | Höchstplatzierung, Gesamtwochen, AuszeichnungChartplatzierungen (Jahr, Titel, Platzierungen, Wochen, Auszeichnungen, Anmerkungen) | Höchstplatzierung, Gesamtwochen, AuszeichnungChartplatzierungen (Jahr, Titel, Platzierungen, Wochen, Auszeichnungen, Anmerkungen) | Anmerkungen                                                     |
| Jahr | Titel               | DE | AT | CH | UK | US | Anmerkungen                                                     |
| ---- | ------------------- | --- | --- | --- | --- | --- | --------------------------------------------------------------- |
| 2003 | Here Comes the Fuzz | — | — | — | UK70 Silber · (3 Wo.)UK | — | Erstveröffentlichung: 8. September 2003                         |
| 2007 | Version             | — | — | CH51 (3 Wo.)CH | UK2 ×3Dreifachplatin · (72 Wo.)UK                                                                                                 | US129 (1 Wo.)US | Erstveröffentlichung: 14. April 2007                            |
| 2010 | Record Collection   | — | — | CH40 (3 Wo.)CH | UK2 Gold · (8 Wo.)UK | US81 (1 Wo.)US | Erstveröffentlichung: 24. September 2010 mit The Business INTL. |
| 2015 | UpTown Special.     | DE23 (4 Wo.)DE | — | CH3 (10 Wo.)CH | UK1 Gold · (16 Wo.)UK | US5 Platin · (47 Wo.)US | Erstveröffentlichung: 13. Januar 2015                           |
| 2019 | Late Night Feelings | DE56 (1 Wo.)DE | AT67 (1 Wo.)AT | CH20 (2 Wo.)CH | UK4 Gold · (22 Wo.)UK | US61 (1 Wo.)US | Erstveröffentlichung: 21. Juni 2019                             |

### Singles als Leadmusiker
| Jahr | Titel Album                                     | Höchstplatzierung, Gesamtwochen, AuszeichnungChartplatzierungen (Jahr, Titel, Album, Platzierungen, Wochen, Auszeichnungen, Anmerkungen) | Höchstplatzierung, Gesamtwochen, AuszeichnungChartplatzierungen (Jahr, Titel, Album, Platzierungen, Wochen, Auszeichnungen, Anmerkungen) | Höchstplatzierung, Gesamtwochen, AuszeichnungChartplatzierungen (Jahr, Titel, Album, Platzierungen, Wochen, Auszeichnungen, Anmerkungen) | Höchstplatzierung, Gesamtwochen, AuszeichnungChartplatzierungen (Jahr, Titel, Album, Platzierungen, Wochen, Auszeichnungen, Anmerkungen) | Höchstplatzierung, Gesamtwochen, AuszeichnungChartplatzierungen (Jahr, Titel, Album, Platzierungen, Wochen, Auszeichnungen, Anmerkungen) | Anmerkungen |
| Jahr | Titel Album                                     | DE | AT | CH | UK | US | Anmerkungen |
| --- | ----------------------------------------------- | --- | --- | --- | --- | --- | --- |
| 2003 | Ooh Wee Here Comes the Fuzz                     | DE95 (5 Wo.)DE | — | — | UK15 Silber · (10 Wo.)UK | — | Erstveröffentlichung: Oktober 2003 feat. Ghostface Killah, Nate Dogg, Trife & Saigon                                              |
| 2006 | Just Version                                    | — | — | — | UK31 (6 Wo.)UK | — | Erstveröffentlichung: 13. März 2006 * Wiederveröffentlichung: 18. Februar 2008 ** * feat. Alex Greenwald, ** feat. Phantom Planet |
| 2007 | Stop Me Version                                 | DE65 (9 Wo.)DE | — | CH11 (14 Wo.)CH | UK2 Silber · (23 Wo.)UK | — | Erstveröffentlichung: 2. April 2007 feat. Daniel Merriweather                                                                     |
| 2007 | Oh My God Version                               | — | — | — | UK8 Silber · (19 Wo.)UK | — | Erstveröffentlichung: 16. Juli 2007 feat. Lily Allen                                                                              |
| 2007 | Valerie Version                                 | DE3 Platin · (47 Wo.)DE | AT5 (31 Wo.)AT | CH4 (41 Wo.)CH | UK2 ×4Vierfachplatin · (50 Wo.)UK | — | Erstveröffentlichung: 15. August 2007 feat. Amy Winehouse                                                                         |
| 2010 | Bang Bang Bang Record Collection                | DE43 (4 Wo.)DE | AT75 (1 Wo.)AT | CH65 (2 Wo.)CH | UK6 Silber · (15 Wo.)UK | — | Erstveröffentlichung: 9. Juli 2010 mit The Business INTL. feat. Q-Tip & MNDR                                                      |
| 2010 | The Bike Song Record Collection                 | — | — | — | UK17 (5 Wo.)UK | — | Erstveröffentlichung: 17. September 2010 mit The Business INTL. feat. Kyle Falconer & Spank Rock                                  |
| 2010 | Somebody to Love Me Record Collection           | — | — | — | UK55 (1 Wo.)UK | — | Erstveröffentlichung: 26. November 2010 mit The Business INTL. feat. Boy George & Andrew Wyatt                                    |
| 2012 | Anywhere in the World –                         | — | AT68 (1 Wo.)AT | CH40 (6 Wo.)CH | UK55 (1 Wo.)UK | — | Erstveröffentlichung: 13. Mai 2012 feat. Katy B                                                                                   |
| 2014 | Uptown Funk UpTown Special.                     | DE3 Platin · (56 Wo.)DE | AT6 Gold · (47 Wo.)AT | CH2 (65 Wo.)CH | UK1 ×7Siebenfachplatin · (76 Wo.)UK | US1 Diamant + Platin · (56 Wo.)US | Erstveröffentlichung: 10. November 2014 Verkäufe: + 20.461.000; feat. Bruno Mars                                                  |
| 2018 | Electricity –                                   | DE64 (7 Wo.)DE | AT61 (3 Wo.)AT | CH46 (6 Wo.)CH | UK4 Platin · (20 Wo.)UK | US62 Platin · (10 Wo.)US | Erstveröffentlichung: 6. September 2018 mit Diplo als Silk City & Dua Lipa                                                        |
| 2018 | Nothing Breaks Like a Heart Late Night Feelings | DE16 Platin · (23 Wo.)DE | AT20 Platin · (17 Wo.)AT | CH10 Platin · (27 Wo.)CH | UK2 ×2Doppelplatin · (31 Wo.)UK | US43 Platin · (13 Wo.)US | Erstveröffentlichung: 29. November 2018 feat. Miley Cyrus; Verkäufe: + 4.793.333                                                  |
| 2018 | (Happy Xmas) War Is Over! –                     | DE46 (1 Wo.)DE | AT59 (1 Wo.)AT | CH100 (1 Wo.)CH | — | — | Erstveröffentlichung: 14. Dezember 2018 mit Miley Cyrus feat. Sean Ono Lennon                                                     |
| 2019 | Late Night Feelings                             | — | — | — | UK30 Silber · (16 Wo.)UK | — | Erstveröffentlichung: 12. April 2019 feat. Lykke Li                                                                               |
| 2019 | Don’t Leave Me Lonely Late Night Feelings       | — | — | — | UK58 Silber · (4 Wo.)UK | — | Erstveröffentlichung: 17. Mai 2019 feat. Yebba                                                                                    |
| 2019 | Find U Again Late Night Feelings                | — | — | CH83 (1 Wo.)CH | UK27 Silber · (13 Wo.)UK | — | Erstveröffentlichung: 30. Mai 2019 feat. Camila Cabello                                                                           |
| 2021 | New Love –                                      | — | — | — | UK65 (3 Wo.)UK | — | Erstveröffentlichung: 21. Januar 2021 mit Diplo als Silk City feat. Ellie Goulding                                                |
| 2025 | Suzanne –                                       | — | — | — | UK34 (… Wo.)UK | — | Erstveröffentlichung: 13. Juni 2025 mit Raye                                                                                      |
| Folgende Lieder erschienen nicht als Single, wurden aber durch das Album zum Download und Streaming bereitgestellt und konnten somit eine Platzierung erlangen: |                                                 | | | | | | |
| |                                                 | | | | | | |
| 2007 | God Put a Smile upon Your Face Version          | — | — | — | UK63 (1 Wo.)UK | — | Erstveröffentlichung: 16. April 2007                                                                                              |
| 2007 | No One Knows Version                            | — | — | — | UK66 (1 Wo.)UK | — | Erstveröffentlichung: 16. April 2007                                                                                              |

Weitere Singles
- 2015: Daffodils (feat. Kevin Parker)
- 2015: Feel Right (feat. Mystikal)
- 2015: I Can’t Lose (feat. Keyone Starr)
- 2018: Only Can Get Better (mit Diplo als Silk City feat. Daniel Merriweather)
- 2018: Feel About You (mit Diplo als Silk City feat. Mapei)
- 2018: Loud (mit Diplo als Silk City, GoldLink & Desiigner)
- 2019: Pieces of Us (feat. King Princess)

### Singles als Gastmusiker
| Jahr | Titel Album                                      | Höchstplatzierung, Gesamtwochen, AuszeichnungChartplatzierungen (Jahr, Titel, Album, Platzierungen, Wochen, Auszeichnungen, Anmerkungen) | Höchstplatzierung, Gesamtwochen, AuszeichnungChartplatzierungen (Jahr, Titel, Album, Platzierungen, Wochen, Auszeichnungen, Anmerkungen) | Höchstplatzierung, Gesamtwochen, AuszeichnungChartplatzierungen (Jahr, Titel, Album, Platzierungen, Wochen, Auszeichnungen, Anmerkungen) | Anmerkungen                                                                          |
| Jahr | Titel Album                                      | DE | UK | US | Anmerkungen                                                                          |
| ---- | ------------------------------------------------ | --- | --- | --- | ------------------------------------------------------------------------------------ |
| 2007 | Most Likely You Go Your Way (And I’ll Go Mine) – | DE99 (1 Wo.)DE | UK51 (1 Wo.)UK | — | Erstveröffentlichung: 24. September 2007 Bob Dylan feat. Mark Ronson                 |
| 2015 | Everyday At.Long.Last.A$AP                       | DE— GoldDE | UK56 Gold · (9 Wo.)UK | US92 ×3Dreifachplatin · (2 Wo.)US | Erstveröffentlichung: 8. Mai 2015 A$AP Rocky feat. Rod Stewart, Miguel & Mark Ronson |
| 2021 | Provide These Things Happen Too                  | — | UK98 (1 Wo.)UK | US64 (1 Wo.)US | Erstveröffentlichung: 5. Februar 2021 G-Eazy feat. Chris Brown & Mark Ronson         |

## Auszeichnungen für Musikverkäufe
| Goldene Schallplatte - Australien - 2011: für das Album Record Collection - 2015: für das Album Uptown Special - 2021: für die Single Late Night Feelings - Belgien - 2019: für die Single Electricity - 2019: für die Single Nothing Breaks Like a Heart - Brasilien - 2020: für das Album Late Night Feelings - Dänemark - 2019: für das Album Uptown Special - 2021: für die Single Electricity - Frankreich - 2020: für die Single Electricity - Irland - 2019: für die Single Find U Again - Italien - 2019: für die Single Electricity - 2021: für die Single Everyday - 2023: für die Single Valerie - Japan - 2022: für die Single Uptown Funk - Kanada - 2019: für die Single Find U Again - Malaysia - 2016: für die Single Uptown Funk - Mexiko - 2021: für die Single Find U Again - Neuseeland - 2014: für die Single Bang Bang Bang - 2023: für das Album Late Night Feelings - Polen - 2015: für das Album Uptown Special - 2020: für die Single Late Night Feelings - 2021: für die Single Find U Again - Portugal - 2019: für die Single Nothing Breaks Like a Heart - Schweden - 2019: für die Single Nothing Breaks Like a Heart | Platin-Schallplatte - Australien - 2018: für die Single Everyday - 2018: für die Single Electricity - 2019: für die Single Bang Bang Bang - 2021: für die Single Find U Again - Brasilien - 2021: für die Single Find U Again - Dänemark - 2020: für die Single Nothing Breaks Like a Heart - 2022: für die Single Everyday - Irland - 2007: für das Album Version - 2019: für die Single Nothing Breaks Like a Heart - Italien - 2019: für die Single Nothing Breaks Like a Heart - Kanada - 2019: für die Single Everyday - Mexiko - 2020: für das Album Uptown Special - 2023: für die Single Uptown Funk - Neuseeland - 2024: für das Album Version - Niederlande - 2015: für die Single Uptown Funk - Norwegen - 2020: für die Single Nothing Breaks Like a Heart - Polen - 2019: für die Single Electricity - 2023: für die Single Everyday - 2023: für das Album Late Night Feelings - Schweden - 2015: für die Single Uptown Funk - Spanien - 2023: für die Single Electricity - 2025: für die Single Valerie 3× Goldene Schallplatte - Mexiko - 2020: für die Single Nothing Breaks Like a Heart 2× Platin-Schallplatte - Kanada - 2019: für die Single Nothing Breaks Like a Heart - Neuseeland - 2024: für die Single Electricity - 2025: für das Album Uptown Special - Portugal - 2022: für die Single Everyday - Spanien - 2024: für die Single Nothing Breaks Like a Heart | 5× Goldene Schallplatte - Mexiko - 2020: für die Single Electricity 3× Platin-Schallplatte - Australien - 2021: für die Single Valerie - Belgien - 2016: für die Single Uptown Funk - Dänemark - 2022: für die Single Uptown Funk - Neuseeland - 2024: für die Single Everyday - 2024: für die Single Nothing Breaks Like a Heart - Norwegen - 2016: für die Single Uptown Funk 4× Platin-Schallplatte - Polen - 2020: für die Single Nothing Breaks Like a Heart - Spanien - 2015: für die Single Uptown Funk 5× Platin-Schallplatte - Italien - 2017: für die Single Uptown Funk 6× Platin-Schallplatte - Australien - 2023: für die Single Nothing Breaks Like a Heart - Neuseeland - 2025: für die Single Valerie 9× Platin-Schallplatte - Neuseeland - 2025: für die Single Uptown Funk 22× Platin-Schallplatte - Australien - 2022: für die Single Uptown Funk Diamantene Schallplatte - Brasilien - 2021: für die Single Nothing Breaks Like a Heart - Frankreich - 2015: für die Single Uptown Funk - 2022: für die Single Nothing Breaks Like a Heart - Kanada - 2016: für die Single Uptown Funk 2× Diamantene Schallplatte - Mexiko - 2023: für die Single Uptown Funk |

Anmerkung: Auszeichnungen in Ländern aus den Charttabellen bzw. Chartboxen sind in ebendiesen zu finden.
| Land/RegionAuszeichnungen für Musikverkäufe (Land/Region, Auszeichnungen, Verkäufe, Quellen) | Silber     | Gold       | Platin         | Diamant     | Verkäufe   | Quellen              |
| -------------------------------------------------------------------------------------------- | ---------- | ---------- | -------------- | ----------- | ---------- | -------------------- |
| Australien (ARIA)                                                                            | —          | 3× Gold3   | 35× Platin35   | —           | 2.555.000  | aria.com.au          |
| Belgien (BRMA)                                                                               | —          | 2× Gold2   | 3× Platin3     | —           | 130.000    | ultratop.be          |
| Brasilien (PMB)                                                                              | —          | Gold1      | Platin1        | Diamant1    | 220.000    | pro-musicabr.org.br  |
| Dänemark (IFPI)                                                                              | —          | 2× Gold2   | 5× Platin5     | —           | 505.000    | ifpi.dk              |
| Deutschland (BVMI)                                                                           | —          | Gold1      | 3× Platin3     | —           | 1.300.000  | musikindustrie.de    |
| Frankreich (SNEP)                                                                            | —          | Gold1      | —              | 2× Diamant2 | 869.333    | snepmusique.com      |
| Irland (IRMA)                                                                                | —          | Gold1      | 2× Platin2     | —           | 37.500     | irishcharts.ie       |
| Italien (FIMI)                                                                               | —          | 3× Gold3   | 6× Platin6     | —           | 410.000    | fimi.it              |
| Japan (RIAJ)                                                                                 | —          | Gold1      | —              | —           | —          | riaj.or.jp           |
| Kanada (MC)                                                                                  | —          | Gold1      | 3× Platin3     | Diamant1    | 1.080.000  | musiccanada.com      |
| Malaysia (RIM)                                                                               | —          | Gold1      | —              | —           | 100.000    | Einzelnachweise      |
| Mexiko (AMPROFON)                                                                            | —          | 3× Gold3   | 5× Platin5     | 2× Diamant2 | 990.000    | amprofon.com.mx      |
| Neuseeland (RMNZ)                                                                            | —          | 2× Gold2   | 26× Platin26   | —           | 750.000    | radioscope.co.nz NZ2 |
| Niederlande (NVPI)                                                                           | —          | —          | Platin1        | —           | 30.000     | nvpi.nl              |
| Norwegen (IFPI)                                                                              | —          | —          | 4× Platin4     | —           | 180.000    | ifpi.no              |
| Österreich (IFPI)                                                                            | —          | Gold1      | Platin1        | —           | 45.000     | ifpi.at              |
| Polen (ZPAV)                                                                                 | —          | 3× Gold3   | 7× Platin7     | —           | 200.000    | olis.pl              |
| Portugal (AFP)                                                                               | —          | Gold1      | 2× Platin2     | —           | 25.000     | Einzelnachweise      |
| Schweden (IFPI)                                                                              | —          | Gold1      | Platin1        | —           | 80.000     | sverigetopplistan.se |
| Schweiz (IFPI)                                                                               | —          | —          | Platin1        | —           | 20.000     | hitparade.ch         |
| Spanien (Promusicae)                                                                         | —          | —          | 8× Platin8     | —           | 400.000    | elportaldemusica.es  |
| Vereinigte Staaten (RIAA)                                                                    | —          | —          | 7× Platin7     | Diamant1    | 17.000.000 | riaa.com             |
| Vereinigtes Königreich (BPI)                                                                 | 8× Silber8 | 4× Gold4   | 17× Platin17   | —           | 12.030.000 | bpi.co.uk            |
| Insgesamt                                                                                    | 8× Silber8 | 32× Gold32 | 138× Platin138 | 7× Diamant7 |            |                      |